# 리샤르트 볼니
리샤르트 마르친 볼니(폴란드어: Ryszard Marcin Wolny, 1969년 3월 24일~)는 폴란드의 은퇴한 레슬링 선수이다. 1996년 하계 올림픽 그레코로만형 라이트급에서 금메달을 획득했다.